# Polymyces fragilis
Polymyces fragilis är en korallart som först beskrevs av Pourtalès 1868.  Polymyces fragilis ingår i släktet Polymyces och familjen Flabellidae. Inga underarter finns listade i Catalogue of Life.